# Øystein Aarseth
Øystein Aarseth (* 22. März 1968 in Egersund, Norwegen; † 10. August 1993 in Oslo), besser bekannt unter dem Pseudonym Euronymous, war Gitarrist der norwegischen Black-Metal-Band Mayhem sowie Gründer und Inhaber des Labels Deathlike Silence Productions sowie des Plattenladens Helvete (norwegisch „Hölle“). Er wurde 1993 von seinem einstigen Freund Varg Vikernes ermordet.

## Herkunft
Aarseth war der älteste Sohn von Helge und Inger Aarseth. Er besuchte in Ski die Schule und spielte in seiner Jugend Violine. Bis zum Alter von 15 Jahren gehörte er der Norwegischen Staatskirche an.

## Musikalischer Werdegang
Aarseth gründete 1983 zusammen mit Jørn „Necrobutcher“ Stubberud und Kjetil Manheim die Band Mayhem; mit Manheim spielte er außerdem in den Projekten Flowers in the Dustbin und L.E.G.O. Sein damaliges Pseudonym Destructor wechselte er in Anlehnung an ein Wesen aus der Unterwelt und gab dessen Bedeutung gemäß dem Refrain des Hellhammer-Titels Eurynomos („Eurynomos, the prince of death, has come to take you home“) mit „Prinz des Todes“ an, wählte jedoch die vermutlich der Liste Die höllischen Namen in Anton Szandor LaVeys Satanischer Bibel entlehnte (falsche) Schreibweise „Euronymous“, dort ebenfalls als „Prinz des Todes“ bezeichnet. Waren die frühen Stücke der Band gewaltverherrlichend, ließ er diese in den späten 1980ern zunehmend zugunsten satanischer Inhalte weichen. Im Sommer 1986 spielten Euronymous und Necrobutcher mit Mitgliedern der deutschen Thrash-Metal-Band Assassin unter dem Namen Checker Patrol eine Demoaufnahme ein, bei dem Lied Metalion in the Park wirkte Jon „Metalion“ Kristiansen, der zusammen mit den Mayhem-Mitgliedern nach Deutschland gereist war, als Hintergrundsänger mit.
Von Euronymous beeinflusst, änderten einige damalige Death-Metal-Bands wie Darkthrone ihren Stil hin zum Black Metal, er selbst wird als „Vater“ der Bewegung angesehen, deren Ideologie er ebenso entscheidend prägte wie das typische norwegische Black-Metal-Riffing, das auf ihn und Snorre „Blackthorn“ Ruch von Thorns zurückgeht und in dem Darkthrone-Schlagzeuger Fenriz den eigentlichen Beginn des „New School Black Metal“ sieht; seine Band widmete ihm ihr erstes Black-Metal-Album A Blaze in the Northern Sky. Euronymous’ Bedeutung über die norwegische Szene hinaus spiegelt sich auch in den zahlreichen ihm gewidmeten Veröffentlichungen von Bands wie Sigh (Japan), Ophthalamia (Schweden), Blessed in Sin (Frankreich), Enslaved (Norwegen), dem Funeral-Winds-Seitenprojekt Inferi (Niederlande) und dem Projekt Myrkwid des Ewiges-Reich-Schlagzeugers F.M.H. bzw. Malthökk (Deutschland) sowie dem ihm gewidmeten Lied Red for Fire, Black for Death von der norwegischen Band Solefald wider.
Als der damalige Mayhem-Sänger Dead (Per Yngve Ohlin) sich im April 1991 erschoss, machte Euronymous Aufnahmen des Leichnams, die er für spätere Plattencover verwenden wollte. Eines der Bilder erschien nach Euronymous’ Tod auf dem Cover des Bootlegs The Dawn of the Black Hearts. Seiner Meinung nach war Deads Suizid „die beste Promotion, die er je für Mayhem gemacht hatte“. Gerüchten zufolge soll Euronymous Teile von Deads Gehirn gegessen haben, was er selbst dementierte, jedoch behauptete, dies eigentlich geplant zu haben. Auch soll er Anhänger aus Teilen von Deads Schädel gemacht und diese an befreundete Bands verschickt haben. Euronymous’ Umgang mit Deads Tod stieß auch bandintern auf Kritik, der Bassist Necrobutcher wandte sich infolgedessen von Euronymous ab.

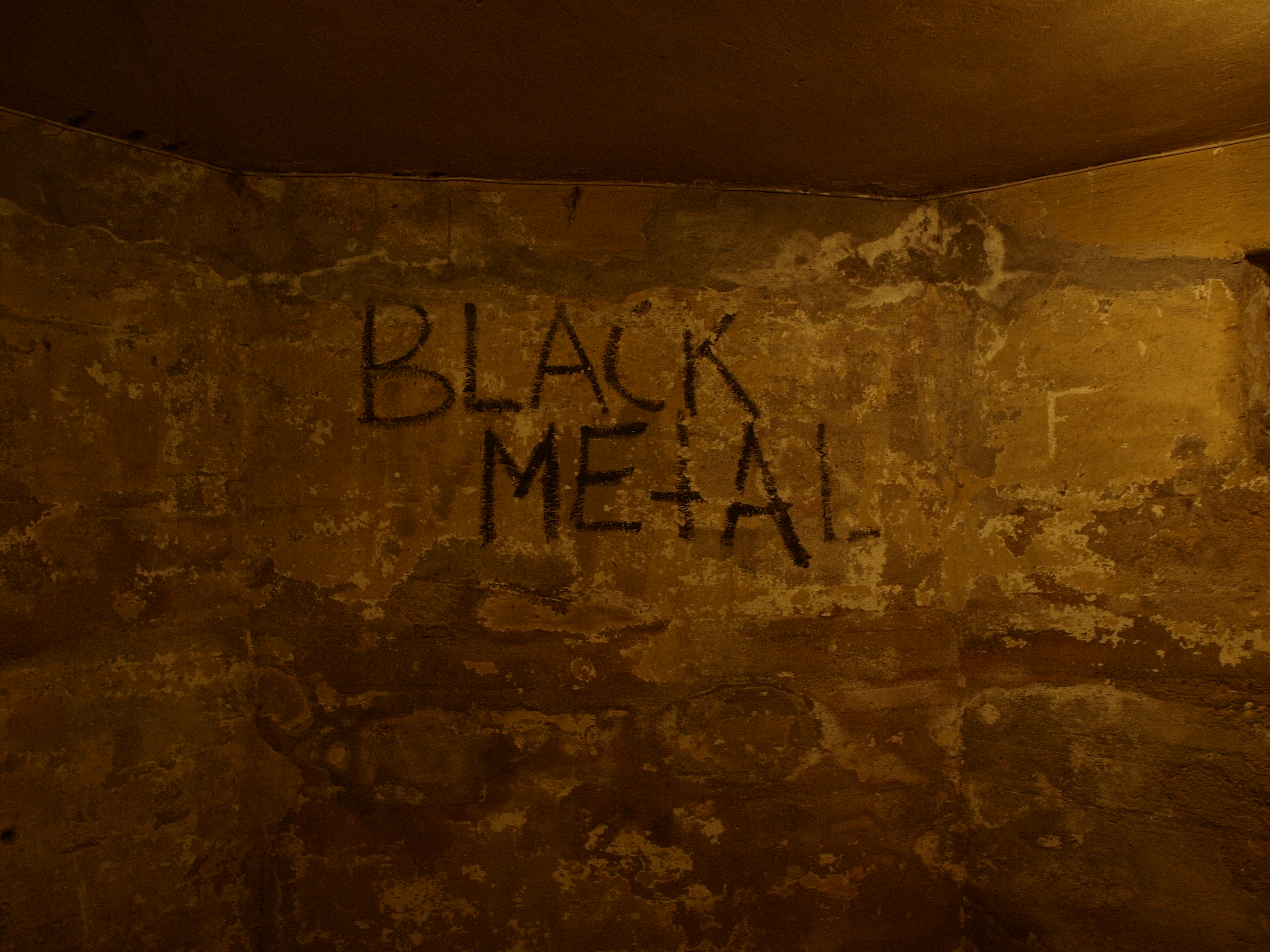
Graffito im Keller von Helvete

Nach Deads Suizid eröffnete Euronymous den Laden Helvete, in dem sich die Mitglieder der norwegischen Szene trafen. Von dieser gingen einige Kirchenbrände und sonstige kriminelle Akte aus, sodass sie ins Visier der Medien kam, denen zufolge diese Szene eine von Euronymous und Varg Vikernes angeführte Organisation namens Svarte Sirkel (‚schwarzer Kreis‘) gebildet habe, deren Zentrum Helvete sei und die dem Christentum den Krieg erklärt habe oder Anschläge auf Death-Metal-Bands verüben würde. Nachdem es 1992 auch in der Umgebung von Helvete, dem angeblichen Versammlungsort des Svarte Sirkel, zu Kirchenbränden gekommen war, musste der Laden geschlossen werden.

## Ideologie
Euronymous war zeitweilig Mitglied von Rød Ungdom (norwegisch „Rote Jugend“), einer kommunistischen Jugendorganisation. Er ging davon aus, dass die Welt früher oder später kommunistisch werden würde, sah aber den klassischen Kommunismus als menschenfreundlich und deshalb als nicht wünschenswert an und befürwortete stattdessen realsozialistische Diktaturen: „Die Welt kann zur Hölle fahren. Wir wollen die alte stalinistische Diktatur zurück, unter der es grau, elendig und böse war. Die Berliner Mauer soll wieder kommen!!“ Er sah sich auch als Befürworter anderer autoritärer Staatsformen: „Wir unterstützen alle extremen und unterdrückenden Staaten wie das alte Albanien, den Iran, Kambodscha unter den Roten Khmer und so weiter.“ Dementsprechend wandte Euronymous sich von Rød Ungdom ab, als diese ihm zu gemäßigt wurde. Im Briefwechsel mit Abo Alsleben im Jahr 1990 hatte er hingegen noch großes Interesse an Karl Marx und Friedrich Engels geäußert und auch auf die Umweltzerstörung infolge des Kapitalismus hingewiesen. Zugleich zeigte sich Euronymous damals tolerant gegenüber Personen mit anderen gesellschaftspolitischen Ansichten.
Außerdem zog er der LaVeyschen Form des Satanismus, die er als lebensbejahend ablehnte, einen auf der Inversion christlicher Dogmen basierenden Satanismus vor. Neopaganistische Anhänger der sich unter dem Einfluss von Mayhem in seinem Umfeld formierenden Black-Metal-Szene tolerierte er dennoch und veröffentlichte auch ein Album der für die Entstehung des Viking Metal wegweisenden Band Enslaved, deren Texte sich mit nordischer Mythologie auseinandersetzen, auf seinem Label.

## Ermordung
1993 wurde Euronymous von seinem einstigen Freund und damaligen Bassisten Varg „Count Grishnackh“ Vikernes, einziger Musiker des Projektes Burzum, mit 23 Messerstichen (2 in den Kopf, 5 in den Hals und 16 in den Rücken) getötet. Der Mord stellte eine Zäsur in der Geschichte der Black-Metal-Szene dar – Fenriz von Darkthrone äußerte in einem Interview: „Es war schade. Ich hätte das ‚Experiment‘ Black Metal gerne ohne die Aufmerksamkeit der Medien weitergehen sehen.“ – und wird von Teilen der Szene als Ende der Geschichte des Black Metal betrachtet.
Die genauen Motive sind unklar, da Vikernes verschiedene Versionen der Geschichte hervorbrachte. Neben Euronymous’ angeblich kommunistischer Gesinnung sowie dessen vorgeblicher Homosexualität wurden als Motive auch Geldschulden und Vikernes’ damalige Freundin angeführt. Zuletzt behauptete Vikernes, ihn aus Notwehr getötet zu haben.
Da das zu dem Zeitpunkt noch unveröffentlichte Album De Mysteriis Dom Sathanas Bassspuren Vikernes’ enthielt, bat Euronymous’ Mutter den Schlagzeuger (Jan Axel „Hellhammer“ Blomberg), diese zu entfernen. Obwohl er ihr versprach, sie persönlich neu aufzunehmen, sind die Spuren auf dem finalen Album enthalten.
Nach Euronymous’ Tod wurde ein von ihm für Mayhem geschriebenes Riff von der Band Emperor in dem Lied Ye Entrancemperium auf ihrem Album Anthems to the Welkin at Dusk wiederverwertet.

## Sonstiges
Euronymous gehörte im Jahr 2012 zu den Siegern einer Umfrage der Fluggesellschaft Norwegian Air Shuttle, in der berühmte Norweger ermittelt wurden, deren Konterfeis die Flugzeuge verzieren sollten. Er erhielt dabei in Oslo die meisten Stimmen. Seine Familie verhinderte das Vorhaben jedoch.

## Diskographie
mit Mayhem
- 1986: Pure Fucking Armageddon (Demo)
- 1986: Voice of a Tortured Skull (Demo)
- 1987: Deathcrush (EP)
- 1991: Carnage und The Freezing Moon auf Projections of a Stained Mind
- 1993: Live in Leipzig (Live-Album)
- 1994: De Mysteriis Dom Sathanas
- 1996: Out From the Dark (EP)
- 1996: Freezing Moon (Single)
- 1998: De Mysteriis Dom Sathanas (Proberaum-Aufnahme) auf A Tribute to Hell – Satanic Rites
- 2003: Cursed in Eternity und Freezing Moon (alternative Mixe) auf The Beast of Attila
- 2008: Life Eternal (EP)

mit Checker Patrol
- 1986: Demo ‘86 (Demo)

mit Burzum
- 1992: Burzum